# ラパス郡 (アリゾナ州)

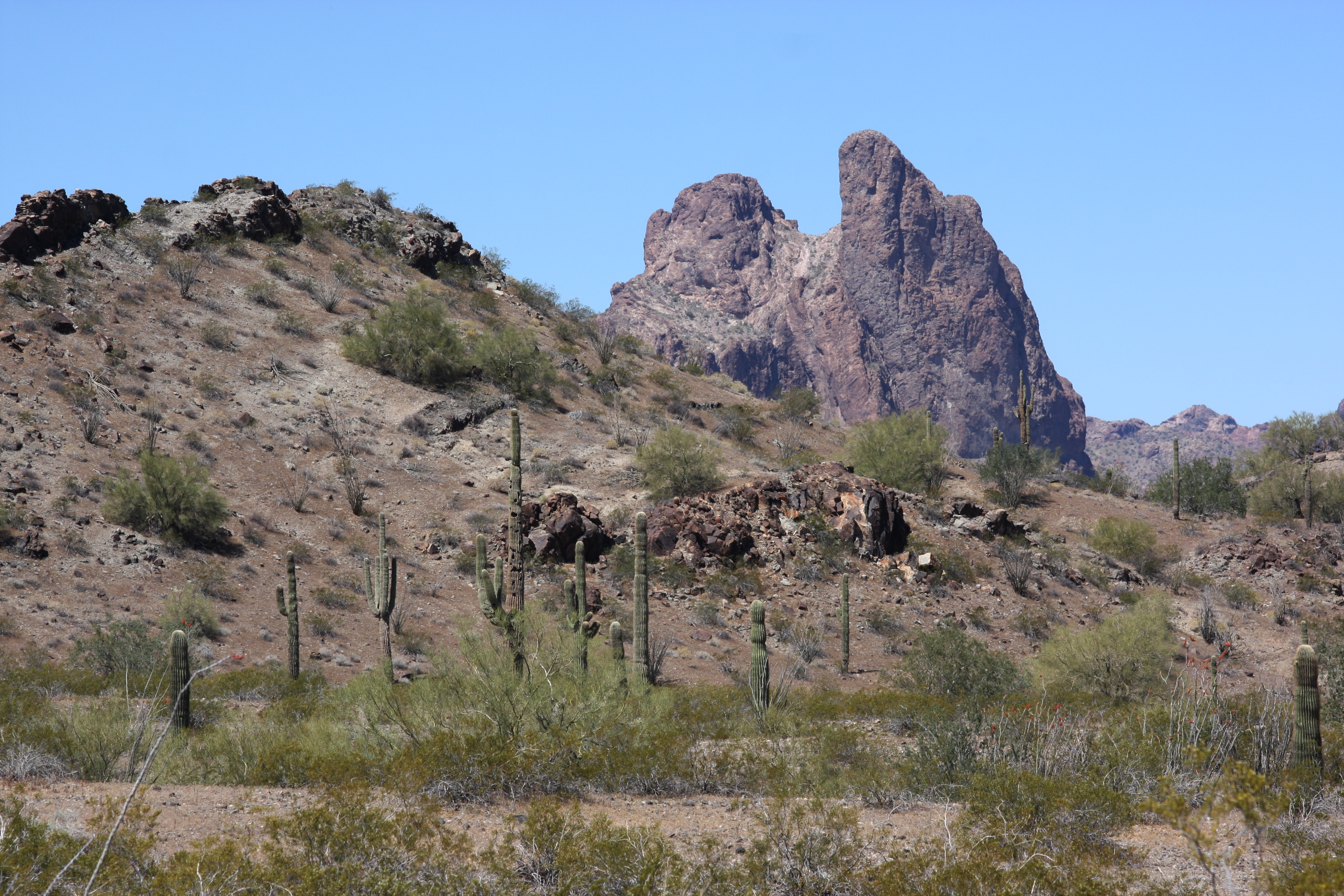
ラパス郡北東部にあるイーグルテイル山脈のコートハウスロック

座標: 北緯33度50分25秒 西経113度56分34秒 / 北緯33.84028度 西経113.94278度
ラパス郡（英: La Paz County）は、アメリカ合衆国アリゾナ州西部に位置する郡である。人口は1万6557人（2020年）。郡庁所在地はパーカーである。郡名はスペイン語で「平和」を意味し、コロラド川沿いにある初期開拓地ラパス（現在はゴーストタウン）から採られた。
ラパス郡は1983年にユマ郡北部の住民がユマ郡から分離することを認めた後で設立され、アリゾナ州が1912年に州に昇格して以降、初めてかつ唯一の追加された郡となった。設立された直後には別の郡政府を維持できるだけの大きな税収入基盤が無かったので、当座は資金を州予算に頼らねばならなかった。その結果アリゾナ州法が変更されて、現存する郡を分割することが難しくなった。
郡西部にはコロラド川インディアン居留地がある。この居留地の一部はカリフォルニア州のサンバーナーディーノ郡やリバーサイド郡の中にまで伸びている。

## 地理
アメリカ合衆国国勢調査局に拠れば、郡域全面積は4,513.36平方マイル (11,689.5 km2)であり、このうち陸地は4,499.95平方マイル (11,654.8 km2)、水域は13.40平方マイル (34.7 km2)で水域率は0.30%である。

### 隣接する郡
- モハーヴェ郡 - 北
- ヤヴァパイ郡 - 北東
- マリコパ郡 - 東
- ユマ郡 - 南
- インペリアル郡 (カリフォルニア州) - 南西
- リバーサイド郡 (カリフォルニア州) - 西
- サンバーナーディーノ郡 (カリフォルニア州) - 北西

### 国立保護地域
- ビル・ウィリアムズ川国立野生生物保護区（部分）
- シボラ国立野生生物保護区（部分）
- インペリアル国立野生生物保護区（部分）
- コーファ国立野生生物保護区（部分）

## 交通

### 主要高規格道路
- 州間高速道路10号線
- アメリカ国道95号線
- アメリカ国道60号線
- アリゾナ州道72号線
- アリゾナ州道95号線

### 空港
アビスキーラ空港（連邦航空局コード：P20）がパーカーの中心事業地区の東、1海里 (1.8 km) にある公共用途空港である。コロラド川インディアン部族が所有している。

## 人口動態
以下は2000年国勢調査による人口統計データである。
| 基礎データ - 人口: 19,715人 - 世帯数: 8,362 世帯 - 家族数: 5,619 家族 - 人口密度: 2人/km2（4人/mi2） - 住居数: 15,133軒 - 住居密度: 1軒/km2（3/mi2） 人種別人口構成 - 白人: 74.15% - アフリカン・アメリカン: 0.79% - ネイティブ・アメリカン: 12.53% - アジア人: 0.41% - 太平洋諸島系: 0.10% - その他の人種: 9.35% - 混血: 2.68% - ヒスパニック・ラテン系: 22.42% - 人口の18.90%が家庭でスペイン語を話している。 年齢別人口構成 - 18歳未満: 21.1% - 18-24歳: 6.1% - 25-44歳: 20.4% - 45-64歳: 26.6% - 65歳以上: 25.8% - 年齢の中央値: 47歳 - 性比（女性100人あたり男性の人口） - 総人口: 105.5 - 18歳以上: 105.1 | 世帯と家族（対世帯数） - 18歳未満の子供がいる: 21.2% - 結婚・同居している夫婦: 54.2% - 未婚・離婚・死別女性が世帯主: 8.2% - 非家族世帯: 32.8% - 単身世帯: 26.6% - 65歳以上の老人1人暮らし: 12.9% - 平均構成人数 - 世帯: 2.32人 - 家族: 2.79人 収入と家計 - 収入の中央値 - 世帯: 25,839米ドル - 家族: 29,141米ドル - 性別 - 男性: 26,642米ドル - 女性: 20,965米ドル - 人口1人あたり収入: 14,916米ドル - 貧困線以下 - 対人口: 19.6% - 対家族数: 13.6% - 18歳未満: 28.5% - 65歳以上: 12.9% |

## 都市と町

ラパス郡の編入済み領域（灰色）と未編入領域、およびインディアン居留地（灰色線）

カッコ内は人口

### 都市と町
- パーカー  (3,140)
- クォーツサイト (3,354)

### 統計調査指定地域
- パーカーストリップ (3,302)
- サロメ (1,690)
- エーレンバーグ (1,357)
- ブルーウォーター (730)
- バウス (615)
- ウェンデン (556)
- ポストン (389)
- シボラ (172)

### 未編入の都市
- ホープ

### ゴーストタウン
- ラパス
- スワンシー

## 自然史

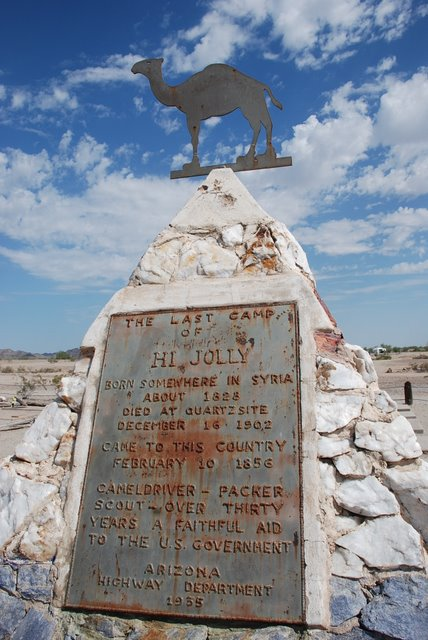
クォーツサイト近くにあるハイ・ッジョリーの記念碑

ラパス郡に関連する様々な植物相や動物相がある。絶滅危惧種のカリフォルニア・ファンパーム（Washingtonia filifera）が郡内に少数の叢林を作っている。